# 新所沢フラワーヒル
新所沢フラワーヒル（しんところざわフラワーヒル）は、埼玉県所沢市北部から、同県狭山市南部にまたがる一帯を西武グループが開発した住宅地。
交通は西武新宿線新所沢駅からのバスを利用する。かつて、この近く（南入曽車両基地付近）に西武新宿線の新駅を作る計画があり開発されたが、新駅設置予定地の地主の反対により計画自体が白紙になったため、未だに交通をバスに頼らざるを得ないままである。かつては西友や商店街、プールなどがあったが、交通の不便さから人口が減少、今では商業施設もほとんど閉店し、公園があるだけである。

## 地域
- 埼玉県
  - 所沢市
    - 下富
    - 北岩岡

  - 狭山市
    - 堀兼
    - 加佐志
    - 水野
    - 北入曽

所沢市と狭山市の市境にあたり、フラワーヒル内で町名・字名が複雑に入り組んでいる。

## 交通

### 路線バス
- 西武バス
  - 西武新宿線新所沢駅より西武フラワーヒル行きバス
    - 雪見ヶ原～ショッピングセンター前～西武フラワーヒル下車

## 歴史
- 1972年（昭和47年）9月 - 西武不動産により新所沢フラワーヒルの分譲開始。10月1日、西武バス所沢営業所により新所沢駅までの路線バス運行開始。
- 1974年（昭和48年）4月4日 - 西武園芸フラワーヒル店開店。
- 2004年10月7日 - 西友跡の空店舗にオオサワストアがオープン。
- 2010年（平成22年） - オオサワストアが倒産したため閉店。地域内の商店が消滅。